# Gorki Leninskije
Gorki Leninskije (russisk: Горки Ленинские, tr. Gorki Leninskije; tidligere Gorki), er en by med 4.120 indbyggere Pr.  2016 i Leninskij rajon i Moskva oblast i Rusland. Landsbyen ligger 10 kilometer syd for Moskvas bygrænsen og MKAD.
Ejendommen Gorki var ejet af forskellige adelige fra Moskva fra 1700-tallet frem til Anatolij Rejnbot, der var Moskvas generalguvernør under den russiske revolution i 1905. Hans hustru Zinaida Morozova hyrede den mest fashionable russiske arkitekt Fjodor Sjekhtel til ombygningen af palæet i nyklassicistisk stil.
Efter den sovjetiske regering flyttede til Moskva i 1918 nationaliseredes den luksus ejendom og blev Lenins datja. Efter attentatforsøget den 30. august 1918 mod Lenin, opholdt han sig stadig mere i datjaen som rekonvalescent, mens hans helbred forværredes i de følgende år. Den 15. maj 1923 forlod Lenin Moskva efter lægeanbefaling og forblev på Gorki indtil sin død den 21. januar 1924. Efter Lenins død blev omdøbt Gorki på Gorki Leninskije. Huset er blevet bevaret som museum med Lenins ejendele. På ejendommen har der siden 1987 været et stort museum for Lenin, med bland andet hans "testamente" og hans lejlighed og kontor fra Kreml er rekonstrueret i en særskilt bygning.
Et monument forestillende "lederens død" blev afsløret i parken fra 1700-tallet i 1958.

## Galleri
- Luftfoto af Gorki palæet
- Lenin monument ved indkørslen til Gorki Leninskije
- Interiør fra Lenin Museet i Gorki Leninskije
- Kirke under opbygning i Gorki Leninskije